# Heinrich August Gruber
Heinrich August Gruber (* 24. November 1773 in Adorf; † 7. März 1864 in Johanngeorgenstadt) war ein deutscher Mediziner und Hammerwerksbesitzer in Wildenthal im Erzgebirge.

## Leben
Gruber war Schüler von Friedrich Schiller an der Universität Jena und wurde 1864 in seiner Sterbeanzeige als dessen letzter und einziger Schüler sowie Nestor der sächsischen Ärzte bezeichnet. Er war promovierter Mediziner in Johanngeorgenstadt und in der dortigen Schneeberger Gasse ansässig. Gruber hatte die Tochter des Besitzers des Hammerwerks Wildenthal, Friedrich Ludwig Gottschald, geheiratet. Dieser verkaufte am 18. Mai 1820 die Hälfte seines Hammerwerks nebst allem Zubehör an Juliana Wilhelmine Josepha Gruber unter Vormundschaft ihres Ehemanns Heinrich August Gruber. Die zweite Hälfte des Wildenthaler Hammers nebst Pertinentien ging an seine zweite Tochter, die Regierungsrätin Süßmilch in Frankfurt (Oder). 
Als sich das Hammerwerk im Gruber'schen Besitz befand, schrieb 1826 August Schumann: „Wildenthal gehört unstreitig zu den dürftigsten Orten Sachsens, und das zeigt sich am allermeisten in der Kleidung oder vielmehr Nichtbekleidung der Kinder.“ Durchreisenden wurde empfohlen, stets einige Kupfermünzen in der Tasche für die bettelnden Kinder bereitzuhalten.
1836 erfolgte der Weiterverkauf des Hammerwerks an Karl von Querfurth.
Gruber war als Bergphysikus und Chirurg am Bergamt Johanngeorgenstadt tätig, das zu diesem Zeitpunkt auch für Schwarzenberg/Erzgeb. und Eibenstock zuständig war. Er war außerdem medizinisch für die Antonshütte in Antonsthal zuständig.
Drei Jahre nach seinem Tod vernichtete 1867 ein Großbrand Johanngeorgenstadt und sein dortiges Wohnhaus mit seinem Nachlass.

## Ehrungen
- Ritter des Albrechts-Ordens
- Ehrenmitglied des Schiller-Vereins Leipzig
- Ehrenbürger von Johanngeorgenstadt